# Pogo
Pogo je tip punkerskog plesa. 

## Stil
Sam ples se danas više ne izvodi u prvotnoj varijanti koja je uključivala divljačko skakanje gore-dolje u svim smjerovima, rukama priljubljenima uz tijelo, već nešto nasilniju varijantu koja se u engleskom jeziku označava kao pig pogo dok se kod nas prepoznaje jednostavno kao pogo. 
Radi se kombinaciji skakutanja i teturanja te zakoračivanja u raznim smjerovima u ritmu glazbe s rukama odmaknutim od tijela u polustisnutom položaju, stisnutih šaka, koje se pomiču u lijevo i desno pri pomicanju tijela. Pritom se noge podižu jedna pa druga u skvrčeni položaj podignutog koljena. U takvom plesu jedne grupe na koncertu stvara se gužva ljudi u međudjelovanju jednih na druge tijelom čime se skupina pokreće te ostaje u krugu koji zatvaraju mirni promatrači koncerta na rubu kruga vraćanjem plesača guranjem nazad u sredinu gužve. 
Slučajnom i neinformiranom promatraču učinilo bi se da se ta skupina ljudi tuče, takav dojam stvara skupina u pogu. Makar djeluje nasilno i opasno sam ples većinom ne dovodi do ozljeda, a ako se one i dogode uglavnom su lakšeg karaktera.

## Povijest
Basist Sex Pistolsa, Sid Vicious, tvrdio je da je on izumio pogo negdje oko 1976. Na punk koncertima u ranim danima londonske punk scene, Sid Vicious u gužvi nije dobro vidio sastav pa je počeo skakati gore-dolje da bolje vidi. Prema njemu, tako je on izumio ples. Istina je vjerojatno drugačija, ples se rodio spontano, u međudjelovanju više ljudi na koncertima.